# Chiesa di Sant'Anna a Fiano
La chiesa di Sant'Anna a Fiano è una chiesa e parrocchia di Nocera Inferiore, edificata sulle pendici di una collina nella località di Fiano, in un'ampia zona rurale ai confini con Lavorate di Sarno. L'area in cui sorge, compresa nel parco regionale Bacino Idrografico del fiume Sarno è attraversata dal rio Santa Marina, un affluente del fiume Sarno ed è nota per le cave di tufo.

## Storia
il 7 marzo 1789, suor Maria Clementina Sellitto, priora del monastero domenicano di Sant'Anna a Nocera dei Pagani, inviò una supplica al re Ferdinando IV, per ottenere il permesso di erigere una cappella in una masseria di Fiano, già di proprietà del convento. Il luogo di culto doveva permettere ai coloni che vi abitavano di ascoltare la messa senza raggiungere le distanti Nocera o Sarno. Ottenuto il permesso reale il 14 agosto 1789, e quello di Benedetto dei Monti Sanfelice, vescovo della diocesi nocerina, le monache affidarono i lavori di realizzazione della chiesa all'architetto napoletano Andrea Starace. La chiesa fu inaugurata solennemente il 13 maggio 1792.

## Descrizione
La chiesetta è stata realizzata in tufo nocerino. La facciata, bipartita in senso verticale, presenta nella sommità un frontone triangolare. Il portale, anch'esso in tufo grigio, reca un frontone semicircolare spezzato da un'edicola. L'interno, a navata unica, presenta ai lati sei nicchie nelle quali sono alloggiate statue di santi. La volta del soffitto presenta due affreschi.